# 襾部
襾部（）は、漢字を部首により分類したグループの一つ。
康熙字典214部首では146番目に置かれる（6画の最後である29番目、申集の最後である7番目）。

## 概要
襾部には「襾」や「西」を筆画の一部として持つ漢字を分類している。単独の「襾」という文字はもともと存在しなかったが、分類のために作られた。
「覆」から類推して、「襾」は意符としては覆うことに関する文字に含まれることがある。このとき楷書では上の冠の位置に置かれる。「霸」の異体字である「覇」（日本ではこれを正字とする）もこの部に収められている。
なお印刷書体（明朝体）において『康熙字典』は篆書に基づき「襾」形を採用している。一方、日本の新字体・中国の新字形・台湾の国字標準字体・香港の常用字字形表はいずれも「覀」形を採用している。

## 部首の通称
- 日本：にし、おおいかんむり、かなめのかしら（後ろ2つは冠の形のときの名称）[3]
- 中国：西字頭
- 韓国：덮을아부（deopeul a bu、覆う襾部）
- 英米：Radical west

## 部首字
襾
- 中古音
  - 広韻 - 衣嫁切、禡韻、去声
  - 詩韻 - 禡韻、去声
  - 三十六字母 - 影母
- 現代音
  - 普通話 - ピンイン：yà 注音：ㄧㄚˋ ウェード式：ya4
  - 広東語 - Jyutping:kaa1 イェール式:ka1
- 日本語 - 音：ア（漢音）
- 朝鮮語 - 音：아(a) 訓：덮을（deopeul、覆う）

## 例字
- 襾・西
  - 6:覃、12:覆、13:覈・覇